# Viburn

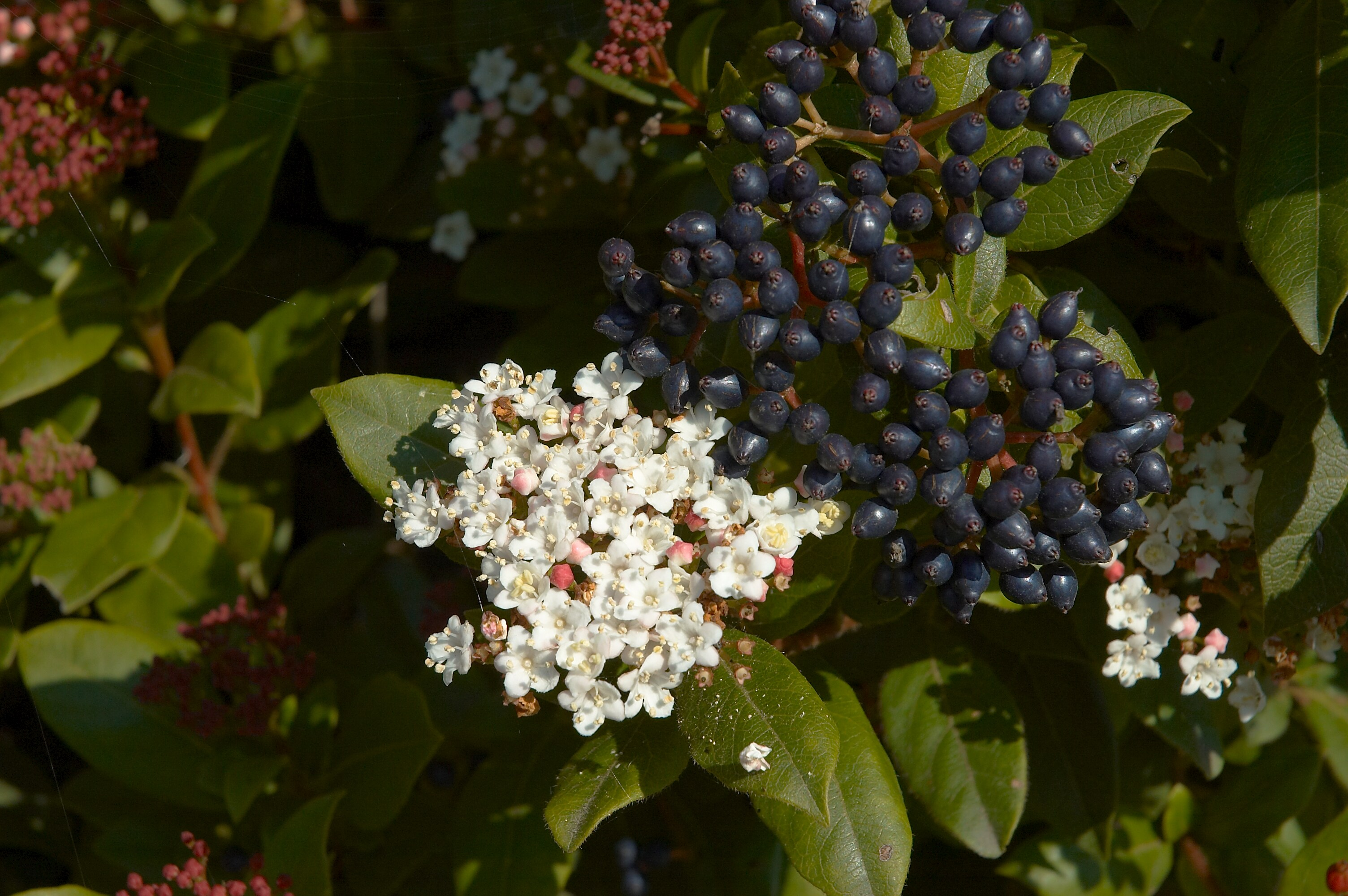
Marfull (Viburnum tinus)

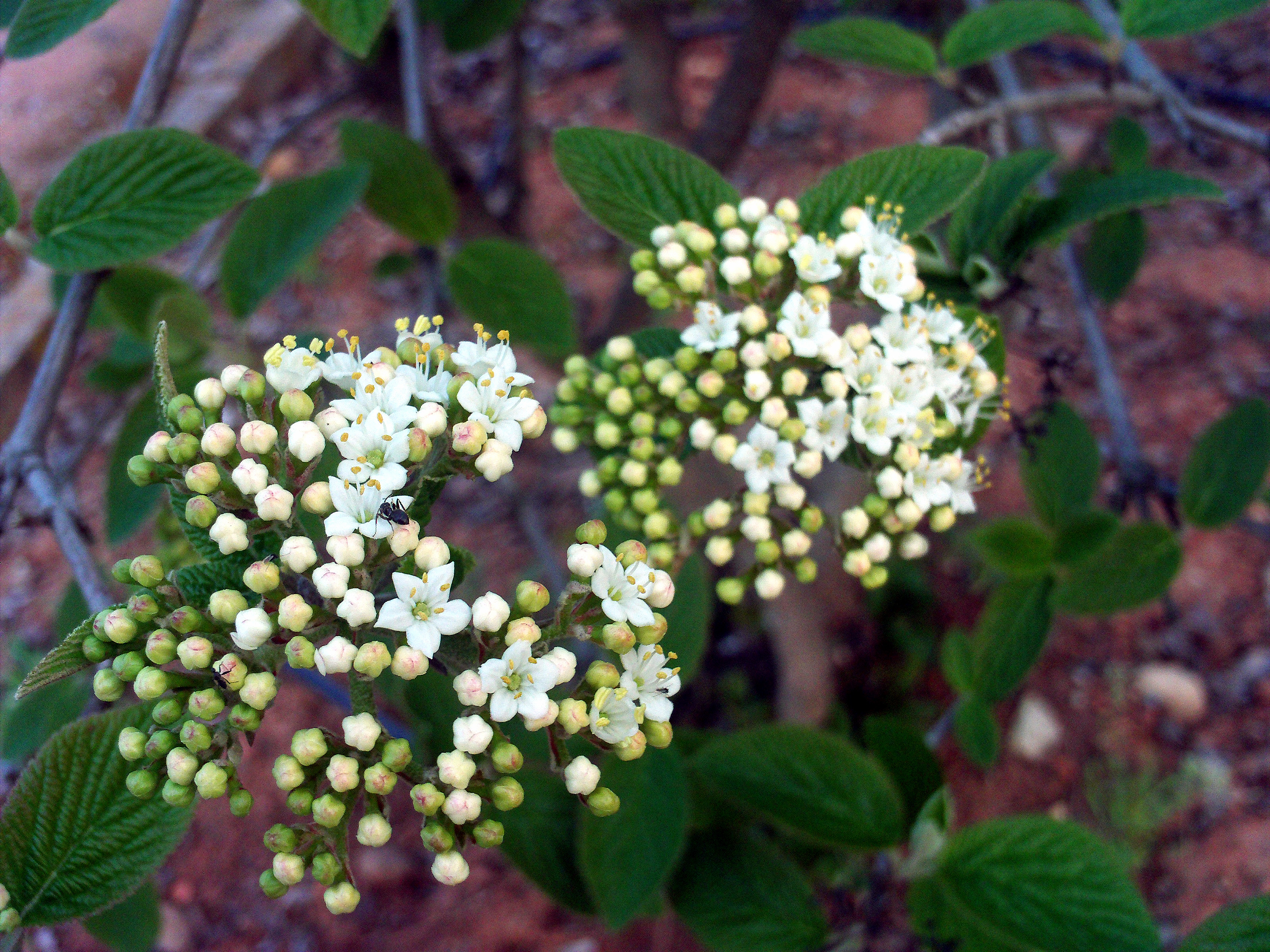
Flors de la tintillaina o tortellatge (Viburnum lantana)

El viburn (Viburnum) és un gènere de plantes angiospermes de la família de les viburnàcies (Viburnaceae).

## Particularitats
És un gènere originari de les zones de clima temperat de l'Hemisferi nord amb qualque excepció quant a espècies de les zones muntanyoses del Sud-est asiàtic i l'Amèrica del Sud. Al continent africà només es troba a l'Atles.
Generalment les plantes del gènere Viburnum són arbusts però hi ha algunes espècies que són arbres menuts. El més conegut a la zona occidental del mediterrani és el marfull. Algunes espècies són apreciades en jardineria i d'altres tenen un fruit comestible.

## Origen del nom
El nom Viburnum, prové del mot amb què els romans designaven el vímet, en al·lusió a la flexibilitat de les branques d'aquest.

## Taxonomia
Tradicionalment els viburns s'assignaven a la família de les caprifoliàcies (Caprifoliaceae però les recerques genètiques van fet que aquest gènere fos ubicat dins la família Adoxaceae, posteriorment, l'any 2016, el Comitè General de Nomenclatura Botànica (General Committee for Botanical) va aprovar la proposta formulada pel Comitè de Nomenclatura de Plantes Vasculars de conservar el nom Viburnaceae en detriment d'Adoxaceae.

### Espècies
Dins del gènere Viburnum es reconeixen les 202 espècies següents:
- Viburnum acerifolium L.
- Viburnum acutifolium Benth.
- Viburnum alabamense (McAtee) Sorrie
- Viburnum albopedunculatum Gilli
- Viburnum amplificatum J.Kern
- Viburnum amplifolium Rehder
- Viburnum anabaptista Graebn.
- Viburnum annamensis Fukuoka
- Viburnum antioquiense Killip & A.C.Sm.
- Viburnum arboreum Britton
- Viburnum atrocyaneum C.B.Clarke
- Viburnum australe C.V.Morton
- Viburnum awabuki K.Koch
- Viburnum ayavacense Kunth
- Viburnum beccarii Gamble
- Viburnum betulifolium Batalin
- Viburnum blandum C.V.Morton
- Viburnum boninsimense (Makino) Koidz. ex Nakai
- Viburnum brachyandrum Nakai
- Viburnum brachybotryum Hemsl.
- Viburnum bracteatum Rehder
- Viburnum brevitubum (P.S.Hsu) P.S.Hsu
- Viburnum buddleifolium C.H.Wright
- Viburnum burejaeticum Regel & Herder
- Viburnum carlesii Hemsl.
- Viburnum carolinianum Ashe
- Viburnum cassinoides L.
- Viburnum caudatum Greenm.
- Viburnum chingii P.S.Hsu
- Viburnum chinshanense Graebn.
- Viburnum chunii P.S.Hsu
- Viburnum ciliatum Greenm.
- Viburnum cinnamomifolium Rehder
- Viburnum clemensiae J.Kern
- Viburnum colebrookeanum Wall. ex DC.
- Viburnum congestum Rehder
- Viburnum coriaceum Blume
- Viburnum cornutidens Merr.
- Viburnum corylifolium Hook.f. & Thomson
- Viburnum corymbiflorum P.S.Hsu & S.C.Hsu
- Viburnum corymbosum Urb.
- Viburnum costaricanum (Oerst.) Hemsl.
- Viburnum cotinifolium D.Don
- Viburnum cubense Urb.
- Viburnum cylindricum Buch.-Ham. ex D.Don
- Viburnum dalzielii W.W.Sm.
- Viburnum dasyanthum Rehder
- Viburnum davidi Franch.
- Viburnum deamii (Rehder) Bush
- Viburnum dentatum L.
- Viburnum dilatatum Thunb.
- Viburnum discolor Benth.
- Viburnum disjunctum C.V.Morton
- Viburnum divaricatum Benth.
- Viburnum edule (Michx.) Raf.
- Viburnum elatum Benth.
- Viburnum ellipticum Hook.
- Viburnum erosum Thunb.
- Viburnum erubescens Wall. ex DC.
- Viburnum euryphyllum Standl. & Steyerm.
- Viburnum fansipanense J.M.H.Shaw, Wynn-Jones & V.D.Nguyen
- Viburnum farreri Stearn
- Viburnum floccosum Killip & A.C.Sm.
- Viburnum foetidum Wall.
- Viburnum fordiae Hance
- Viburnum formosanum (Hance) Hayata
- Viburnum fragile Killip & A.C.Sm.
- Viburnum furcatum Blume ex Maxim.
- Viburnum garrettii Craib
- Viburnum glaberrimum Merr.
- Viburnum glabratum Kunth
- Viburnum glomeratum Maxim.
- Viburnum goudotii Killip & A.C.Sm.
- Viburnum grandiflorum Wall. ex DC.
- Viburnum griffithianum (Kurz) C.B.Clarke
- Viburnum hainanense Merr. & Chun
- Viburnum hallii (Oerst.) Killip & A.C.Sm.
- Viburnum hanceanum Maxim.
- Viburnum harryanum Rehder
- Viburnum hartwegii Benth.
- Viburnum hayatae I.M.Turner
- Viburnum hengshanicum Tsiang
- Viburnum henryi Hemsl.
- Viburnum hispidulum J.Kern
- Viburnum × hizenense Hatus.
- Viburnum hoanglienense J.M.H.Shaw, Wynn-Jones & V.D.Nguyen
- Viburnum hondurense Standl.
- Viburnum hupehense Rehder
- Viburnum incarum Graebn.
- Viburnum inopinatum Craib
- Viburnum jamesonii (Oerst.) Killip & A.C.Sm.
- Viburnum japonicum (Thunb.) Spreng.
- Viburnum jelskii Zahlbr.
- Viburnum jucundum C.V.Morton
- Viburnum junghuhnii Miq.
- Viburnum kansuense Batalin
- Viburnum kerrii E.T.Geddes
- Viburnum × kiusianum Hatus.
- Viburnum koreanum Nakai
- Viburnum lancifolium P.S.Hsu
- Viburnum lantana L. - tortellatge[6]
- Viburnum lantanoides Michx.
- Viburnum lasiophyllum Benth.
- Viburnum laterale Rehder
- Viburnum lautum C.V.Morton
- Viburnum lehmannii Killip & A.C.Sm.
- Viburnum leiocarpum P.S.Hsu
- Viburnum lentago L.
- Viburnum lobophyllum Graebn.
- Viburnum loeseneri Graebn.
- Viburnum longipedunculatum (P.S.Hsu) P.S.Hsu
- Viburnum longiradiatum P.S.Hsu
- Viburnum lutescens Blume
- Viburnum luzonicum Rolfe
- Viburnum macdougallii Matuda
- Viburnum macrocephalum Fortune
- Viburnum mathewsii (Oerst.) Killip & A.C.Sm.
- Viburnum meiothyrsum Diels
- Viburnum melanocarpum P.S.Hsu
- Viburnum microcarpum Schltdl. & Cham.
- Viburnum microphyllum (Oerst.) Hemsl.
- Viburnum molinae Lundell
- Viburnum molle Michx.
- Viburnum mongolicum (Pall.) Rehder
- Viburnum mortonianum Standl. & Steyerm.
- Viburnum mullaha Buch.-Ham. ex D.Don
- Viburnum nervosum D.Don
- Viburnum nitidum Aiton
- Viburnum nudum L.
- Viburnum obovatum Walter
- Viburnum obtectum J.H.Vargas
- Viburnum obtusatum D.N.Gibson
- Viburnum odoratissimum Ker Gawl.
- Viburnum oliganthum Batalin
- Viburnum omeiense P.S.Hsu
- Viburnum opulus L. - aliguer[7]
- Viburnum orientale Pall.
- Viburnum parvifolium Hayata
- Viburnum phlebotrichum Siebold & Zucc.
- Viburnum pichinchense Benth.
- Viburnum pilushanicum S.S.Ying
- Viburnum platyphyllum Merr.
- Viburnum plicatum Thunb.
- Viburnum propinquum Hemsl.
- Viburnum prunifolium L.
- Viburnum punctatum Buch.-Ham. ex D.Don
- Viburnum pyramidatum Rehder
- Viburnum queremalense Cuatrec.
- Viburnum rafinesqueanum Schult.
- Viburnum recognitum Fernald
- Viburnum rhytidophyllum Hemsl.
- Viburnum rufidulum Raf.
- Viburnum rugosum Pers.
- Viburnum sambucinum Reinw. ex Blume
- Viburnum sargentii Koehne
- Viburnum scabrellum (Torr. & A.Gray) Chapm.
- Viburnum schensianum Maxim.
- Viburnum seemenii Graebn.
- Viburnum sempervirens K.Koch
- Viburnum setigerum Hance
- Viburnum shweliense W.W.Sm.
- Viburnum sieboldii Miq.
- Viburnum spruceanum Rusby
- Viburnum squamulosum P.S.Hsu
- Viburnum stellatotomentosum (Oerst.) Hemsl.
- Viburnum stenocalyx (Oerst.) Hemsl.
- Viburnum stipitatum J.H.Vargas
- Viburnum subalpinum Hand.-Mazz.
- Viburnum subpubescens Lundell
- Viburnum subsessile Killip & A.C.Sm.
- Viburnum sulcatum (Oerst.) Hemsl.
- Viburnum suratense Killip & A.C.Sm.
- Viburnum suspensum Lindl.
- Viburnum sympodiale Graebn.
- Viburnum taitoense Hayata
- Viburnum taiwanianum Hayata
- Viburnum tashiroi Nakai
- Viburnum tengyuehense (W.W.Sm.) P.S.Hsu
- Viburnum ternatum Rehder
- Viburnum tiliifolium (Oerst.) Hemsl.
- Viburnum tinoides L.f.
- Viburnum tinus L. - marfull[8]
- Viburnum toronis Killip & A.C.Sm.
- Viburnum trabeculosum C.Y.Wu
- Viburnum treleasei Gand.
- Viburnum tricostatum C.E.C.Fisch.
- Viburnum tridentatum Killip & A.C.Sm.
- Viburnum trilobum Marshall
- Viburnum triphyllum Benth.
- Viburnum triplinerve Hand.-Mazz.
- Viburnum undulatum (Oerst.) Killip & A.C.Sm.
- Viburnum urbani Graebn.
- Viburnum urceolatum Siebold & Zucc.
- Viburnum utile Hemsl.
- Viburnum venosum Britton
- Viburnum venustum C.V.Morton
- Viburnum vernicosum Gibbs
- Viburnum villosum Sw.
- Viburnum wardii W.W.Sm.
- Viburnum weberbaueri Graebn.
- Viburnum witteanum Graebn.
- Viburnum wrightii Miq.
- Viburnum wurdackii T.R.Dudley
- Viburnum yunnanense Rehder